# Aeropuerto de Codrington
El Aeropuerto de Codrington  (en inglés: Codrington Airport o bien Barbuda Codrington Airport)  (IATA: BBQ, ICAO: TAPH) es el nombre que recibe un aeropuerto público al servicio de la localidad de Codrington, en la isla caribeña de Barbuda, una de las 2 principales que conforman el país antillano de Antigua y Barbuda. Tiene una pista muy corta. Entre las empresas que operan allí se encuentran Anguilla Air Services que tiene vuelos chárter a Anguila, FlyMontserrat	que viaja a Antigua, St Barth Commuter con vuelos chárter a San Bartolomé (Francia) y Trans Anguilla Airways con vuelos chárter a Anguila.